# Rafael Mendoza Blanco
Rafael Mendoza Blanco (Tojórare, Chihuahua; 24 de octubre de 1885-México D.F.; 1966) fue un ingeniero mexicano, fundador de la empresa armamentista Productos Mendoza. Participó en la revolución mexicana como uno de los dorados de Pancho Villa.

## Biografía
En su juventud se unió al ejército villista sobresaliendo como jinete y en el uso de armas, gracias a lo cual fue nombrado escolta del general Villa. Participó de dos combates: el de Pedernales, Chihuahua, y el de Agua Prieta, Sonora.
Se dice que el general Villa le preguntó a Rafael si podría hacer unos cañones para quemar un lote de granadas que adquirió en una de sus conquistas, Rafael los hizo, y fue así como se cree que en 1911 fue fundada la empresa llamada Productos Mendoza.
En 1914 se encargó del taller de armas de la División del Norte en Ciudad Juárez, donde perfeccionó armas y desarrolló otras como la granada de mano y el rifle México en sustitución del Mauser.
Algunos de sus inventos incluyen una máquina múltiple para sembrar maíz  y que podía ser tirada por animales o por tractor y que en cada vuelta sembraba tres o cuatro surcos, una lavadora de ropa, una desgranadora de maíz, la pluma fuente, entre otros.
En 1943 se radicó en Estados Unidos e ingresó a la planta laboral del College of Applied Sciences de Detroit como diseñador de armamento a ser empleado en la Segunda Guerra Mundial.

### Citas
1. 1 2  «Ingeniero Rafael Mendoza Blanco (1885 - 1966)». chihuahuamexico.com. Archivado desde el original el 4 de marzo de 2016. Consultado el 15 de abril de 2013.
2. ↑  «Quiénes somos». Productos Mendoza. Archivado desde el original el 21 de junio de 2012. Consultado el 9 de enero de 2018.
3. 1 2 3  «Ingeniero Rafael Mendoza Blanco (1885 - 1966), uno de los más grandes inventores mexicanos». El Vocero Digital. 22 de octubre de 2012. Archivado desde el original el 14 de octubre de 2013. Consultado el 15 de abril de 2013.